# Kevin Kleveros
Kevin Kleveros (Uddevalla, 22 oktober 1991) is een Zweeds autocoureur.

## Carrière
Kleveros begon zijn autosportcarrière in het karting in 2003. Via verschillende Scandinavische kampioenschappen, waarbij hij in 2007 kampioen werd in de KF2-klasse, debuteerde hij in het formuleracing in 2008 in de Formule Renault 2.0 NEC. Voor het team KEO Racing eindigde hij in zijn debuutseizoen als twintigste in het kampioenschap.
In 2009 reed Kleveros in twee Formule Renault-kampioenschappen in Scandinavië voor de teams Trackstar Racing en Motopark Academy. In de Formule Renault North European Zone eindigde hij achter Felix Rosenqvist, Daniel Roos en Tom Blomqvist als vierde in het kampioenschap met twee podiumplaatsen. In de Zweedse Formule Renault eindigde hij achter dezelfde coureurs als vierde met vier podia. Ook reed hij in de Eurocup Formule Renault 2.0 voor het team Fortec Motorsport, maar behaalde met een dertiende plaats op de Nürburgring als beste resultaat geen punten voor het kampioenschap.
In 2010 reed Kleveros opnieuw in de Formule Renault North European Zone en de Zweedse Formule Renault voor Trackstar Racing. In beide kampioenschappen eindigde hij met drie overwinningen op het Alastaro Circuit en op Mantorp Park als tweede in het kampioenschap achter Daniel Roos. Ook reed hij op de Nürburgring twee gastraces in het Duitse Formule 3-kampioenschap voor het team Kleveros Racing, die hij als zesde en dertiende afsloot.
In 2011 stapte Kleverus fulltime over naar de Eurocup Formule Renault, waar hij uitkwam voor MP Motorsport. Met een tiende plaats, behaald in de eerste race van het seizoen op het Motorland Aragón, eindigde hij met één punt als 22e in het kampioenschap. Ook reed hij voor MP in de raceweekenden op Spa-Francorchamps en het TT Circuit Assen in de Formule Renault 2.0 NEC. In Assen behaalde hij de pole position in de derde race, maar kwam in deze race niet aan de finish. Hij eindigde als 30e in het kampioenschap met 31 punten.
In 2012 reed Kleveros fulltime in de Formule Renault 2.0 NEC voor Trackstar Racing. Hij stond niet op het podium, maar door constant te scoren werd hij zesde in het kampioenschap met 196 punten. Ook reed hij voor MP Motorsport in het raceweekend op de Hungaroring als gastrijder in de Eurocup Formule Renault, waarbij hij de races als 25e en 30e eindigde.
In 2013 reed Kleveros enkel in het racewekeend op het TT Circuit Assen voor KEO Racing in de Formule Renault 2.0 NEC, waarbij hij met een negentiende en een achttiende plaats als 46e in het kampioenschap eindigde met 5 punten. In 2014 reed hij in het laatste raceweekend in Assen in het nieuwe landenkampioenschap Formula Acceleration 1 voor het Acceleration Team Mexico. Met een achtste en een zevende plaats eindigde hij met 9 punten op de twintigste plaats in het kampioenschap.